# Nemichthys larseni
Nemichthys larseni es un Nemichthys de la familia Nemichthyidae. Los machos pueden alcanzar una longitud total de 161 cm aproximadamente.

## Localización
Habita en el este del Pacífico, incluyendo Oregón y Hawái (Estados Unidos), México, y el Golfo de California.